# Варзи
Варзи (фр. Varzy) — город-коммуна во Франции.

## География
Городок Варзи расположен в северной части департамента Ньевр региона Бургундия, в 16 километрах южнее города Кламси. Площадь коммуны составляет 41,18 км². Численность населения — 1.358 человек (на 2006 год). Плотность населения — 33 чел./км².

## История
В Средневековье Варзи был местом паломничества, так как был связан с жизнью и деяниями Св. Евгении Римской (Александрийской) (III век) и Св. Регноберта (IX век). В Х столетии в Варзи был построен замок, а к периоду между 1230 и 1280 годами относится строительство готической церкви Сен-Пьер, осквернённой в 1792 году во время Французской революции. В XIII веке, в 3 километрах от замка де Варзи был создан лепрозорий, от которого до наших дней сохранилась часовня Сен-Лазар.